# 信廣來
信廣來（英語：Kwong-loi Shun，？—），香港哲学家，儒学研究学家。

## 生平
信廣來出生在香港，1959年入讀聖類斯小學（本獲佛教黃焯菴小學取錄，入讀聖類斯小學時考獲優異成績），後畢業於英皇書院同學會小學及英皇書院（1965年起入讀）。他升讀英皇書院時曾獲得獎學金，又代表學校參加麗的呼聲舉辦的校際問答比賽。1975年毕业于香港大学数学和哲学系（二級榮譽），毕业后担任数年的高中数学老师，之后进入新亚研究所攻读中国哲学，师从牟宗三。1982年毕业于牛津大学哲学系，1986年拿到斯坦福大学哲学博士学位，1986年起担任加州大学伯克利分校助理教授，1990年转为副教授，1996年成为哲学教授。2004年加入多伦多大学，担任哲学教授。2007年担任香港中文大学冼为坚席位教授，並於2010年8月至2013年12月担任香港中文大学新亚書院院长，是新亞自1977年改制以來首位文科學者出身的院長。2014年离开香港返回加州大学伯克利分校担任哲学教授。

## 著作
- 《Mencius and Early Chinese Thought》，2000年2月，斯坦福大学出版社，ISBN 9780804740173